# Flamsteed-aanduiding
De Flamsteed-aanduiding is een systeem waarmee individuele sterren binnen een sterrenbeeld worden aangeduid bijvoorbeeld 51 Pegasi. Het systeem lijkt veel op de Bayer-aanduiding. In het systeem van de Bayer-aanduiding bestaat elke naam namelijk uit een Griekse letter gecombineerd met het genitief van de Latijnse naam van het sterrenbeeld. De Flamsteed-aanduiding werkt hetzelfde, alleen worden er nummers gebruikt in plaats van Griekse letters.
Het systeem is ontworpen door de astronoom John Flamsteed. Anders dan bij de Bayer-aanduiding worden de nummers niet gebaseerd op helderheid maar op de rechte klimming. Hierbij heeft de ster met de laagste rechte klimming ook het laagste nummer. Voor een sterrenbeeld aan de zuidelijke hemel is dat ruwweg van rechts naar links. De volgorde is tegenwoordig echter niet helemaal juist, vanwege precessie.
De Flamsteed-aanduiding bestaat alleen voor sterren die zichtbaar waren vanuit Groot-Brittannië, waar Flamsteed werkte. Voor de overige gebieden bestaat de corresponderende Gould-aanduiding van Benjamin Apthorp Gould.